# Sinnuris
Sinnuris (arabe: سنورس, copte: ⲡⲯⲓⲛⲟⲩⲣⲉⲥ) est une ville du gouvernorat du Fayoum. Sa population est estimée à 136 825 habitants en 2023. Le district (qism) administratif de Sinnuris a été établi en 1871, il est aujourd'hui peuplé de 634 524 habitants.